# Endodrelanva tomentosa
Endodrelanva tomentosa är en insektsart som först beskrevs av Lucien Chopard 1931.  Endodrelanva tomentosa ingår i släktet Endodrelanva och familjen syrsor. Inga underarter finns listade i Catalogue of Life.